# Fujientomon primum
Fujientomon primum är en urinsektsart som beskrevs av Imadaté 1964. Fujientomon primum ingår i släktet Fujientomon och familjen Fujientomidae. Inga underarter finns listade i Catalogue of Life.